# 池田光宏 (裁判官)
池田 光宏（いけだ みつひろ、1955年3月14日 - ）は、日本の公証人、元裁判官。最高裁判所事務総局家庭局付や、松山家庭裁判所所長などを経て、大阪高等裁判所部総括判事で裁判官を退官。

## 人物・経歴
東北大学卒業後、東京地方裁判所判事補、鹿児島地方裁判所判事補、最高裁判所事務総局家庭局付、岡山地方裁判所判事、東京地方裁判所判事、大阪地方裁判所部総括判事、京都地方裁判所部総括判事、大阪高等裁判所判事等を経て、2013年松山家庭裁判所所長。2015年大阪高等裁判所部総括判事。2019年5月24日依願退官。2019年7月1日指定公証人に指定され、東京法務局日本橋公証役場勤務。

## 裁判
- 長居公園でのEXILEライブに向かう途中に落雷で死亡した女性の遺族が、損害賠償を求めていた事件で、主催者側に保護義務はなかったとして、控訴を棄却した[5]。
- ハマキョウレックスの正社員と契約社員の間で一部手当の支給が異なるのは労働契約法に反するとし、差額77万円の支払いを命じる判決を出した[6]。